# Wahlenbergia capillaris
Wahlenbergia capillaris är en klockväxtart som först beskrevs av Conrad Loddiges, och fick sitt nu gällande namn av George Don jr. Wahlenbergia capillaris ingår i släktet Wahlenbergia och familjen klockväxter. Inga underarter finns listade i Catalogue of Life.